# Liebfrauenkirche (Bocholt)

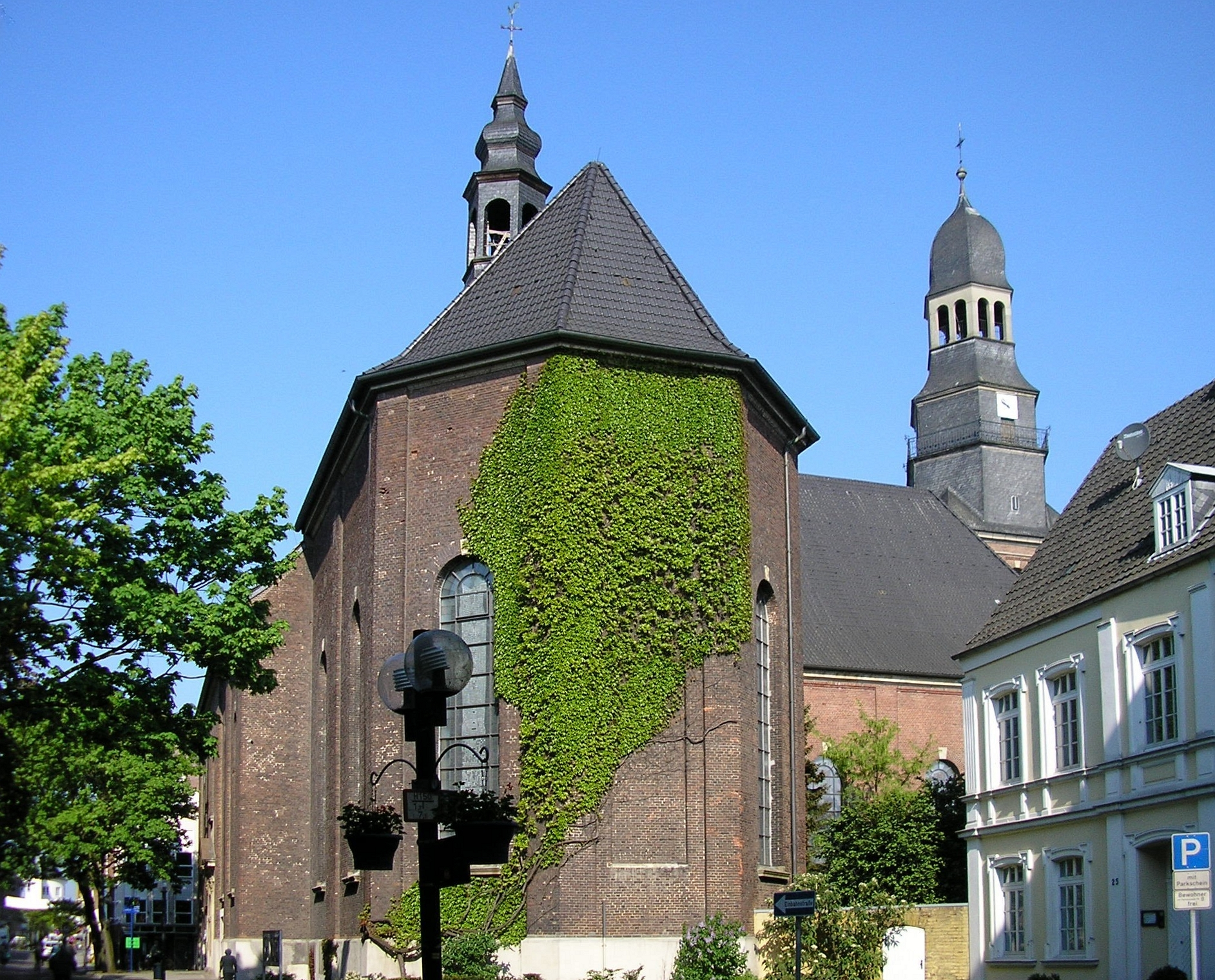
Pfarrkirche Liebfrauen

Die römisch-katholische Pfarrkirche Liebfrauen ist ein denkmalgeschütztes Kirchengebäude in Bocholt im Kreis Borken (Nordrhein-Westfalen).

## Geschichte von Kirche und Kloster
Die ehemalige Minoritenkirche wurde 1786–1792 errichtet. Die Minoriten der Kölner Minoritenprovinz erhielten 1785 die Erlaubnis zum Kirchbau unter der Voraussetzung, dass sie vorher ein Gymnasium eröffneten. Das Kirchengebäude brannte 1945 vollkommen aus und wurde bis 1955 wiederhergestellt.
Die Minoriten hatten sich 1625 in Bocholt niedergelassen; es war die erste Klostergründung der Ordensprovinz seit der Reformation. 1628–1630 wurden die Konventsgebäude errichtet und mit der Renovierung der übernommenen Klosterkirche begonnen. Von Bocholt aus gründeten die Minoriten Missionsstationen in der Diaspora, so 1651 in Zwillbrock, 1672 in Aalten, Dinxperlo und für kurze Zeit in Achterhoek, außerdem in Suderwick, Hemden und Oldenkott. Im Zuge der Säkularisation wurde das Gymnasium 1809 wegen Mangels an Schülern und Lehrern geschlossen, am 11. Dezember 1810 wurde das Kloster aufgehoben.

## Architektur und Ausstattung
Die schlichte Saalkirche aus Backstein hat einen eingezogenen Chor mit 3/8-Schluss. 1912/1913 wurde das Gebäude durch Wilhelm Sunder-Plassmann um einen großen Wandpfeilersaal mit Turm nach Norden erweitert.
- Der Hochaltar mit Weinrankenreben entstand am Ende des 17. Jahrhunderts.
- Das Altargemälde mit der Darstellung der Immaculata wurde wohl in der Mitte des 18. Jahrhunderts von dem Münsteraner Maler Johann Anton Kappers (1707–1762) nach einer Stichvorlage von Sebastiano Conca gemalt.
- Die Kanzel wurde aus der Warendorfer Marienkirche übernommen.
- Die Fenster wurden von 1969 bis 1976 von Joachim Klos angefertigt.

### Orgel
Die Orgel wurde 1979 von der Orgelbauwerkstatt Johannes Klais in Bonn nach einer Disposition von Hans Gerd Klais und Heinrich Stockhorst (Domorganist in Münster) erbaut. Das Schleifladen-Instrument hat 38 Register (2.536 Pfeifen) auf drei Manualen und Pedal. Die Spieltrakturen und die 6-fache Setzeranlage sind mechanisch, die Registertrakturen sind elektrisch.
| I Schwell-Oberwerk C–g3 |                    |       |
| 1.                      | Holzgedackt        | 8′    |
| 2.                      | Gamba              | 8′    |
| 3.                      | Unda maris         | 8′    |
| 4.                      | Principal          | 4′    |
| 5.                      | Traversflöte       | 4′    |
| 6.                      | Waldflöte          | 2′    |
| 7.                      | Larigot            | 1 ⁄3′ |
| 8.                      | Sesquialter II     | 2 ⁄3′ |
| 9.                      | Scharff IV         | 2⁄3′  |
| 10.                     | Basson Hautbois    | 16′   |
| 11.                     | Cromorne Trompette | 8′    |
|                         | Tremulant          |       |

| II Hauptwerk C–g3 |             |       |
| 12.               | Quintade    | 16′   |
| 13.               | Principal   | 8′    |
| 14.               | Holzflöte   | 8′    |
| 15.               | Gemshorn    | 8′    |
| 16.               | Octave      | 4′    |
| 17.               | Koppelflöte | 4′    |
| 18.               | Quinte      | 2 ⁄3′ |
| 19.               | Superoctave | 2′    |
| 20.               | Cornet V    | 8′    |
| 21.               | Mixtur IV   | 1 ⁄3′ |
| 22.               | Trompete    | 8′    |
| 23.               | Trompete    | 4′    |

| III Schwell-Brustwerk C–g3 |            |        |
| 24.                        | Rohrflöte  | 8′     |
| 25.                        | Blockflöte | 4′     |
| 26.                        | Nasard     | 2 ⁄3′  |
| 27.                        | Principal  | 2′     |
| 28.                        | Terz       | 1 3⁄5′ |
| 29.                        | Sifflet    | 1′     |
| 30.                        | Vox humana | 8′     |
|                            | Tremulant  |        |

| Pedalwerk C–f1 |                 |       |
| 31.            | Principal       | 16′   |
| 32.            | Subbaß          | 16′   |
| 33.            | Oktave          | 8′    |
| 34.            | Spielflöte      | 8′    |
| 35.            | Tenoroctave     | 4′    |
| 36.            | Rauschpfeife IV | 2 ⁄3′ |
| 37.            | Posaune         | 16′   |
| 38.            | Holztrompete    | 8′    |

- Koppeln: I/II, III/I, III/II, I/P, II/P, III/P

### Glocken
Im Turm befinden sich vier Bronze-Glocken.
| Nr. | Name      | Gussjahr | Gießer, Gussort                         | Ø (cm) | Gewicht (kg) | Nominal |
| --- | --------- | -------- | --------------------------------------- | ------ | ------------ | ------- |
| 1   |           | 1964     | Petit und Edelbrock, Gescher            | 149    |              | cis1    |
| 2   | Katharina | 1749     | Jean Petit                              | 127    |              | e1      |
| 3   | St. Georg | 1797     | Christian und Christian Diederich Voigt | 110    |              | fis1    |
| 4   |           | 1950     | Petit und Edelbrock, Gescher            | 91     |              | a1      |